# Allan Quatermain y la ciudad perdida del oro
Allan Quatermain y la ciudad perdida del oro (título original: Allan Quatermain and the Lost City of Gold) es una película de aventura estadounidense de 1986 dirigida por Gary Nelson y protagonizada por Richard Chamberlain, Sharon Stone, James Earl Jones, Henry Silva y Robert Donner. Es una secuela de la película Las minas del Rey Salomón de 1985.

## Sinopsis
Después de sobrevivir a su expedición a las minas del rey Salomón, Allan Quatermain y Jesse se establecieron en el África colonial. Están comprometidos para casarse y Jesse planea viajar a Estados Unidos para la boda. Pero Allan está inquieto. Un hombre perseguido por dos extraños hombres enmascarados emerge de la jungla y es reconocido como uno de los amigos de Quatermain. Está delirando y es cuidado por Jesse y Allan, pero por la noche, sus perseguidores regresan y lo matan. Antes de morir, le dice a Allan que su hermano, supuestamente perdido, está vivo, y que han encontrado la legendaria ciudad perdida del oro. Quatermain inmediatamente comienza a prepararse para una expedición con el fin de encontrar a su hermano perdido.

## Reparto
| Actor               | Personaje                        |
| ------------------- | -------------------------------- |
| Richard Chamberlain | Allan Quatermain                 |
| Sharon Stone        | Jesse Huston                     |
| James Earl Jones    | Umslopogaas                      |
| Henry Silva         | Agon                             |
| Robert Donner       | Swarma                           |
| Doghmi Larbi        | Nasta                            |
| Aileen Marson       | Reina Nyleptha                   |
| Cassandra Peterson  | Reina Sorais                     |
| Martin Rabbett      | Robeson Quatermain               |
| Rory Kilalea        | Dumont                           |
| George Chiota       | George                           |
| Alex Heyns          | Holandés                         |
| Stuart Goakes       | Comerciante                      |
| Themsi Times        | Enfermera                        |
| Philip Boucher      | Bartender                        |
| Nic Lesley          | Árabe sin dientes                |
| Fidelis Cheza       | Jefe Eshowe                      |
| Andy Edwards        | Stand-in for Richard Chamberlain |